# Jaroslav Jarkovský
Jaroslav Jarkovský (České Meziříčí, 1887. november 18. – Pardubice, 1952. október 17.) kétszeres Európa-bajnok, Európa-bajnoki ezüstérmes cseh és csehszlovák jégkorongozó.
Az 1911-es jégkorong-Európa-bajnokságon aranyérmes lett. Az 1912-es jégkorong-Európa-bajnokságon szintén aranyérmes lett, de ezt a bajnokságot utólag törölték, mert Ausztria még nem volt tag és mégis játszott. Utolsó szereplése a cseh csapatban az 1913-as jégkorong-Európa-bajnokság volt és ezüstérmesek lettek a belga csapat mögött.
Klubcsapata a HC Slavia Praha volt.